# 1998.
◄ | 19. stoljeće | 20. stoljeće | 21. stoljeće | ►
◄ | 1960-ih | 1970-ih | 1980-ih | 1990-ih | 2000-ih | 2010-ih | 2020-ih | ►
◄◄ | ◄ | 1995. | 1996. | 1997. | 1998. | 1999. | 2000. | 2001. | ► | ►►
Arhitektura • Astronautika • Astronomija • Biologija • Film • Fotografija • Glazba • Kazalište • Kemija • Kiparstvo • Knjige • Književnost • Kršćanstvo • Meteorologija • Medicina • Planinarstvo • Politika • Pravo • Promet • Slikarstvo • Strip • Šport • Televizija • Znanost • Zrakoplovstvo • Željeznički promet
1998. (rimski MCMXCVIII), bila je devedeset i sedma godina 20. stoljeća te devedsto devedeset i sedma godina 2. tisućljeća.
Katolička Crkva proglasila ju je Godinom Duha Svetoga.

## Događaji
- 15. siječnja – Hrvatsko Podunavlje mirnim je putem reintegrirano u ustavnopravni sustav Republike Hrvatske.
- 24. siječnja – Hrvatski filozof i političar Vladimir Gotovac osnovao Liberalnu stranku, političku stranku socijalno-liberalnog opredjeljenja.
- 11. srpnja – Hrvatska nogometna reprezentacija osvojila treće mjesto na Svjetskomu nogometnom prvenstvu u Francuskoj pobijedivši Nizozemsku rezultatom 2:1.
- 7. kolovoza – U istovremenim napadima na američka veleposlanstva u Nairobiju (Kenija) i Dar es Salaamu (Tanzanija) 224 mrtvih. Napadi povezani s Osamom bin Ladenom.
- Od 2. do 4. listopada – Papin pohod Hrvatskoj 1998.
- 12. studenog – Uzletio prvi dio Međunarodne svemirske postaje.
- Počela proizvodnja pištoljskoga metka .440 Cor-bona.

## Rođenja

### Siječanj – ožujak
- 6. siječnja – Ivan Martinović, hrvatski rukometaš
- 18. siječnja – Zvonimir Srna, hrvatski rukometaš

- 11. veljače – Khalid, američki pjevač
- 25. veljače – Franko Lazić, hrvatski vaterpolist

- 24. ožujka – Dario Drežnjak, hrvatski košarkaš
- 29. ožujka – Lucija Bešen, hrvatska rukometna vratarka

### Travanj – lipanj
- 29. travnja – Filip Vistorop, hrvatski rukometaš
- 5. svibnja - Arina Sabaljenka, bjeloruska tenisačica
- 19. svibnja – Nikola Miljenić, hrvatski plivač
- 19. lipnja – Hachim Mastour, talijanski-marokanski nogometaš

### Srpanj - rujan
- 22. srpnja – Marc Cucurella, španjolski nogometaš
- 4. kolovoza – Lil Skies, američki reper i tekstopisac
- 8. kolovoza – Shawn Mendes, kanadski pjevač i tekstopisac
- 21. rujna – Tadej Pogačar, slovenski biciklist

### Listopad – prosinac
- 8. listopada – Álvaro Granados, španjolski vaterpolist
- 28. listopada – Tena Japundža, hrvatska rukometašica
- 2. studenoga – Zvonimir Butić, hrvatski vaterpolist
- 29. studenoga – Emir Sahiti, kosovski nogometaš
- 3. prosinca – Mila Sivacka, ukrajinska glumica
- 17. prosinca – Martin Ødegaard, norveški nogometaš
- 29. prosinca – Victor Osimhen, nigerijski nogometaš

## Smrti

### Siječanj – ožujak
- 5. siječnja – Sonny Bono, američki pjevač, glumac, producent i političar (* 1935.)
- 7. siječnja – Vladimir Prelog, hrvatski znanstvenik, kemičar (* 1906.)
- 7. siječnja – Richard Hamming, američki matematičar (* 1915.)
- 10. siječnja – Josip Pankretić, hrvatski političar (* 1933.)
- 31. siječnja – Vjeko Ćurić, hrvatski franjevac (* 1957.)
- 10. ožujka – Lloyd Bridges, američki glumac (* 1913.)
- 22. ožujka – Drago Krča, hrvatski glumac (* 1923.)

### Travanj – lipanj
- 20. travnja – Octavio Paz – meksički književnik i diplomat (* 1914.)
- 3. svibnja – Gojko Šušak, hrvatski političar (* 1945.)
- 14. svibnja – Frank Sinatra, američki glumac i pjevač (* 1915.)
- 1. lipnja – Anto Antonije Ćosić, hrvatski književnik (* 1928.)
- 8. srpnja – Dušan Vukotić, hrvatski i crnogorski redatelj, scenarist, animator, crtač i karikaturist (* 1927.)
- 29. srpnja – Zlatko Čajkovski, hrvatski nogometaš (* 1923.)
- 30. srpnja – Branko Blažina, hrvatski snimatelj (* 1916.)

### Srpanj – rujan
- 23. rujna – Ratko Zvrko, hrvatski književnik, novinar i boksač (* 1920.)

### Listopad – prosinac
- 8. listopada – Zvonimir Ferenčić, hrvatski glumac (* 1925.)
- 17. listopada – Joan Hickson, britanska glumica (* 1906.)
- 22. listopada – Marija Aleksić, hrvatska glumica (* 1923.)
- 8. studenog – Jean Marais, francuski glumac (* 1913.)
- 24. studenog – Nikola Tanhofer, hrvatski snimatelj i režiser (* 1926.)
- 26. studenog – Neva Bulić, hrvatska glumica (* 1942.)
- 20. prosinca – Alan Lloyd Hodgkin, britanski fiziolog i nobelovac (* 1914.)

## Nobelova nagrada za 1998. godinu
- Fizika: Robert B. Laughlin, Horst L. Störmer i Daniel C. Tsui
- Kemija: Walter Kohn i John Anthony Pople
- Fiziologija i medicina: Robert F. Furchgott, Louis J. Ignarro i Ferid Murad
- Književnost: José Saramago
- Mir: John Hume i David Trimble
- Ekonomija: Amartya Sen

## Vanjske poveznice
|  | Zajednički poslužitelj ima još gradiva o temi 1998. |